# Cerkiew Zmartwychwstania Pańskiego w Jacznie
Cerkiew pod wezwaniem Zmartwychwstania Pańskiego – prawosławna cerkiew parafialna w Jacznie. Należy do dekanatu Sokółka diecezji białostocko-gdańskiej Polskiego Autokefalicznego Kościoła Prawosławnego.

## Historia
Obecna murowana cerkiew została zbudowana na przełomie lat 80. i 90. XX w.; poświęcona 2 sierpnia 1993. Wcześniej w tym samym miejscu znajdowała się, wzniesiona w 1846, drewniana cerkiew św. Proroka Eliasza. Świątynia ta doszczętnie spłonęła wraz z całym cennym wyposażeniem (m.in. Jaczniańską Ikoną Matki Bożej) 14 listopada 1985.
W 2014 do cerkwi sprowadzono 3 dzwony (odlane w Moskwie w 1912), które wcześniej znajdowały się w monasterze w Jabłecznej. Planowane jest umieszczenie ich na cerkiewnej wieży-dzwonnicy przed najbliższą (2015) Paschą, w celu odnowienia tradycji paschalnego dzwonienia, kultywowanej w czasach istnienia poprzedniej cerkwi parafialnej.
W 2015 na zachodniej ścianie cerkwi umieszczono replikę tablicy z 1852, upamiętniającej konsekrację poprzedniej świątyni.

## Główne święta obchodzone w cerkwi
- wtorek po Wielkanocy – uroczystość parafialna Zmartwychwstania Pańskiego;
- 2 sierpnia (20 lipca według starego stylu) – uroczystość św. Proroka Eliasza i rocznica poświęcenia cerkwi[3].

## Ciekawostki
Identyczna pod względem architektonicznym świątynia znajduje się w Czeremsze i jest nią cerkiew Matki Bożej Miłującej. Cerkiew w Czeremsze została wzniesiona w tym samym czasie i zaprojektował ją ten sam architekt, lecz nie została otynkowana i nie pomalowano jej kopuł.

## Galeria

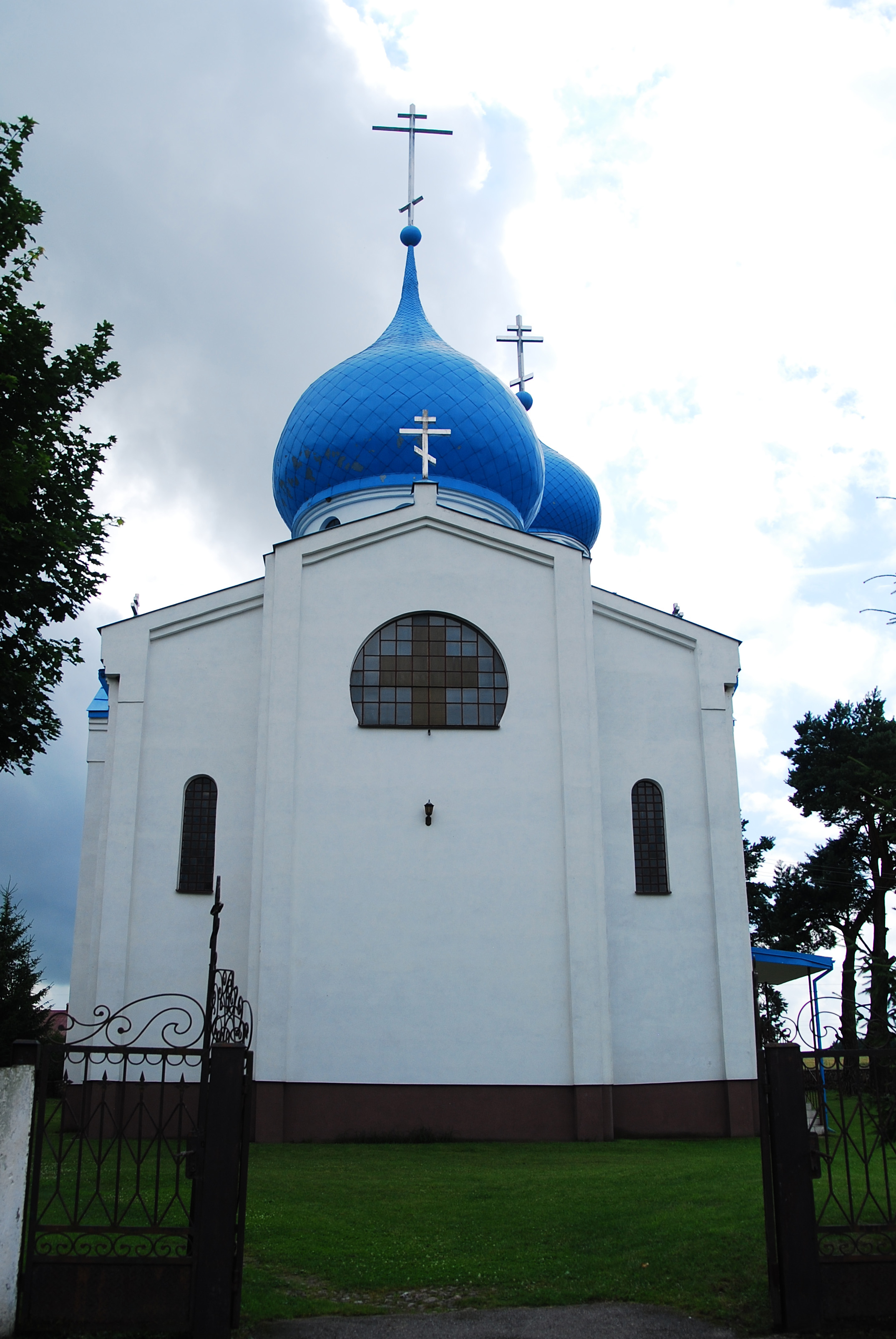
Widok od strony prezbiterium
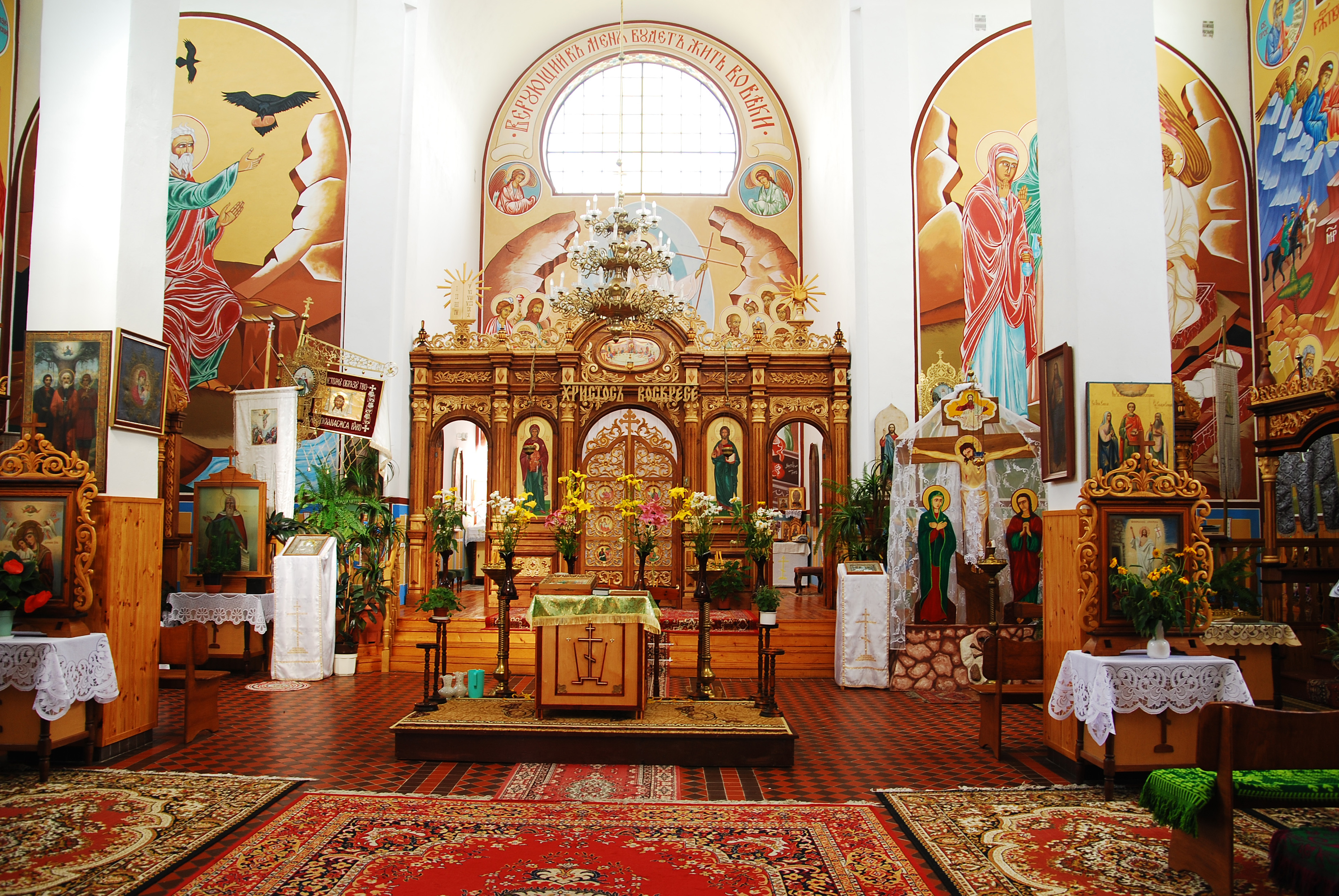
Wnętrze cerkwi